# Ciak d'oro per il miglior regista

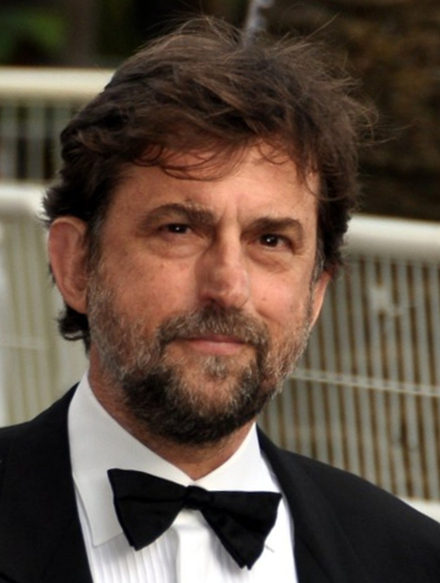
Nanni Moretti è stato il primo vincitore del premio e ne detiene il record con sei conquiste.

Il Ciak d'oro per il miglior regista è un premio assegnato nell'ambito dei Ciak d'oro che premia registi di film di produzione italiana. Viene assegnato attraverso una votazione dei lettori della rivista Ciak dal 1986.

## Vincitori e candidati
I vincitori sono indicati in grassetto, a seguire gli altri candidati.

### Anni 1980
- 1986 – Nanni Moretti per La messa è finita[1]
- 1987 – Ettore Scola per La famiglia[1]
- 1988 – Bernardo Bertolucci per L'ultimo imperatore[1]
- 1989 – Ermanno Olmi per La leggenda del santo bevitore[1]

### Anni 1990
- 1990 – Nanni Moretti per Palombella rossa[1]
- 1991 – Bernardo Bertolucci per Il tè nel deserto[1]
- 1992 – Marco Risi per Il muro di gomma[1]
- 1993 – Gianni Amelio per Il ladro di bambini[1]
- 1994 – Nanni Moretti per Caro diario[2]
- 1995 – Gianni Amelio per Lamerica[1]
- 1996 – Bernardo Bertolucci per Io ballo da sola[3]
- 1997 – Leonardo Pieraccioni per Il ciclone[1]
- 1998 – Roberto Benigni per La vita è bella[4]
- 1999 – Giuseppe Tornatore per La leggenda del pianista sull'oceano

### Anni 2000
- 2000 – Silvio Soldini per Pane e tulipani[5]
- 2001 – Nanni Moretti per La stanza del figlio[6]
- 2002 – Marco Bellocchio per L'ora di religione[7]
- 2003 – Gabriele Muccino per Ricordati di me[8]
- 2004 – Marco Tullio Giordana per La meglio gioventù[9]
- 2005 – Paolo Sorrentino per Le conseguenze dell'amore[10]
- 2006 – Nanni Moretti per Il caimano[11]
- 2007 – Ferzan Özpetek per Saturno contro[12]
- 2008 – Paolo Virzì per Tutta la vita davanti[13]
- 2009 – Paolo Sorrentino per Il divo[14]

### Anni 2010
- 2010 – Giorgio Diritti per L'uomo che verrà[15]
- 2011 – Mario Martone per Noi credevamo[16]
- 2012 – 1º classificato Ferzan Özpetek per Magnifica presenza[17]

2º classificato Paolo Sorrentino per This Must Be the Place
3º classificato Paolo e Vittorio Taviani per Cesare deve morire
- 2013 – Giuseppe Tornatore per La migliore offerta[18]
- 2014 – Paolo Virzì per Il capitale umano[19]
- 2015 – Nanni Moretti per Mia madre[20]
- 2016 – Matteo Garrone per Il racconto dei racconti - Tale of Tales[21]
- 2017 – Gianni Amelio per La tenerezza[22]
- 2018 – Manetti Bros. per Ammore e malavita[23]
- 2019 – Mario Martone per Capri-Revolution[24]

### Anni 2020
- 2020[25][26] – Damiano e Fabio D'Innocenzo per Favolacce
  - Gianni Amelio per Hammamet
  - Pupi Avati per Il signor Diavolo
  - Marco Bellocchio per Il traditore
  - Mimmo Calopresti per Aspromonte - La terra degli ultimi
  - Cristina Comencini per Tornare
  - Giorgio Diritti per Volevo nascondermi
  - Matteo Garrone per Pinocchio
  - Pietro Marcello per Martin Eden
  - Mario Martone per Il sindaco del rione Sanità
  - Ferzan Özpetek per La dea fortuna
  - Gabriele Salvatores per Tutto il mio folle amore
- 2021[27][28] – Alessandro Gassmann per Il silenzio grande
  - Pupi Avati per Lei mi parla ancora
  - Marco Bellocchio per Marx può aspettare
  - Francesco Bruni per Cosa sarà
  - Claudio Cupellini per La terra dei figli
  - Michelangelo Frammartino per Il buco
  - Mario Martone per Qui rido io
  - Nanni Moretti per Tre piani
  - Susanna Nicchiarelli per Miss Marx
  - Gabriele Salvatores per Comedians
  - Sydney Sibilia per L'incredibile storia dell'Isola delle Rose
  - Stefano Sollima per Senza rimorso (Without Remorse)
- 2022[29][30] – Paolo Sorrentino per È stata la mano di Dio (37,00%)
  - Roberta Torre per Le favolose (32,93%)
  - Bonifacio Angius per I giganti (9,32%)
  - Paolo Virzì per Siccità (7,97%)
  - Gianni Amelio per Il signore delle formiche (7,00%)
  - Leonardo Di Costanzo per Ariaferma (5,76%)
- 2023[31][32] – Ferzan Özpetek per Nuovo Olimpo (32,34%)
  - Antonio Albanese per Cento domeniche (19,28%)
  - Riccardo Milani per Grazie ragazzi (14,48%)
  - Alice Rohrwacher per La chimera (14,04%)
  - Marco Bellocchio per Rapito (10,71%)
  - Nanni Moretti per Il sol dell'avvenire (9,15%)
- 2024[33][34] - Ferzan Özpetek - Diamanti (30,33%)
  - Cristina Comencini - Il treno dei bambini (22,75%)
  - Riccardo Milani - Un mondo a parte (20,33%)
  - Gabriele Salvatores - Napoli - New York
  - Paolo Sorrentino - Parthenope

## Registi pluripremiati
| Numero di vittorie | Vincitore           | Anni                               |
| ------------------ | ------------------- | ---------------------------------- |
| 6                  | Nanni Moretti       | 1986, 1990, 1994, 2001, 2006, 2015 |
| 4                  | Ferzan Özpetek      | 2007, 2012, 2023, 2024             |
| 3                  | Gianni Amelio       | 1993, 1995, 2017                   |
| 3                  | Bernardo Bertolucci | 1988, 1991, 1996                   |
| 3                  | Paolo Sorrentino    | 2005, 2009, 2022                   |
| 2                  | Mario Martone       | 2011, 2019                         |
| 2                  | Giuseppe Tornatore  | 1999, 2013                         |
| 2                  | Paolo Virzì         | 2008, 2014                         |